# Base aérienne de Maaten al-Sarra
La base aérienne de Maaten al-Sarra est une base militaire située à l'extrême sud de la Libye, près de l'oasis de Maaten al-Sarra, dans le district de Kufra. C'est l'une des 13 bases aériennes militaires du pays.
Au cours de la phase finale du conflit tchado-libyen, Maaten al-Sarra est la principale base aérienne du sud de la Libye..Son aérodrome est doté de trois pistes modernes et d'un grand espace de parking pouvant accueillir plus de 100 avions de combat.

## Histoire
Lorsqu'en 1987, l'armée tchadienne attaque les positions libyennes dans le nord du Tchad, dans le cadre de la guerre des Toyota, après une série de victoires, les Tchadiens sont vaincus en août lors de la bataille d'Aouzou, principalement en raison de la force de frappe aérienne libyenne. Le commandement tchadien décide alors qu'avant de reprendre l'offensive contre la bande d'Aouzou, il est vital de faire face à la menace représentée par l' armée de l'air libyenne, et planifie donc une attaque surprise sur Maaten al-Sarra, à 100 km au nord de la frontière tchado-libyenne. L'attaque, qui survient le 5 septembre 1987, constitue l'une des victoires tchadiennes les plus spectaculaires du conflit, 1 700 Libyens sont tués et 300 faits prisonniers. Cette victoire tchadienne, suscite une démoralisation intérieure en Libye et aboutit à un cessez-le-feu le 11 septembre qui met fin à la guerre.